# Pukwudgie
Se le denomina Pukwudgie, también escrito Puk-wudgie, a una criatura fantástica que habita en los bosques evocada en el folklore popular de algunas regiones de América del Norte, como Delaware o Wampanoag. De aspecto similar a otras criaturas de la mitología fantástica europea, como el duende o el gnomo, aparece descrita en leyendas y cuentos de diversas tribus norteamericanas, unas veces como una criatura pequeña de  4 a 5 pies de altura (120 a 150 cm) y otras como un ser que no llega a la altura de las rodillas de un humano. Según dichas leyendas, los pukwudgies puede aparecer y desaparecer a voluntad, atraer a la gente a la muerte, usar magia, lanzar flechas de veneno y crear fuego, aunque según las regiones y las tribus se les atribuyen cualidades unas veces bondadosas y otras malvadas.

## En la ficción
Además de aparecer en cuentos y leyendas de distintas tribus indígenas de América del Norte, aparece mencionado en algunos relatos de la literatura occidental:
Se mencionan en el Poema épico de Henry Wadsworth Longfellow The song of Hiawatha. Después de leer las historias de Schoolcraft sobre el folclore de Ojibwe, las presentó en el capítulo "La Muerte De Kwasind".
Los Pukwudgies han sido identificado por JK Rowling como criaturas mágicas en el universo de Harry Potter. En una descripción de Ilvermorny Rowling describe a las criaturas de la siguiente manera: "Una criatura pequeña, de cara gris y orejas grandes, relacionada de forma distante con el duende Europeo. Posee su propia magia poderosa, cazan con flechas venenosas y disfrutan jugando trucos a los humanos"
Los Pukwudgies son un símbolo y el nombre de una de las casa de Ilvermorny, que se dice que representa el corazón de un Mago y favorece a los curanderos.
En la serie Legacies, han introducido al Pukwudgie como monstruo invitado del episodio 10 de la 4ª temporada.